# Feuer (Schmuckstein)

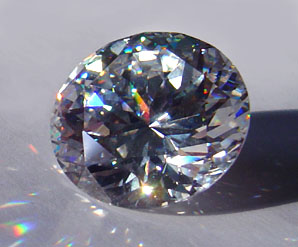
Zirkonia im Brillantschliff mit diamanttypischem Feuer

Als Feuer wird das besondere Farbenspiel von farblosen Schmucksteinen mit hoher Dispersion bezeichnet, das durch spezielle Schliffe hervorgehoben wird und als Qualitätsmerkmal gilt. Bekannt ist das Feuer vor allem bei Brillanten.
Bei Schmucksteinen mit hoher Dispersion wird weißes Licht gebrochen und in seine Spektralfarben zerlegt. Besonders deutliche Dispersion zeigen nur farblose oder schwach getönte Steine. Farbige Schmucksteine verschleiern dagegen den Dispersionseffekt. Facettenschliffe können die Dispersion und damit das Feuer verstärken.
Gemessen wird das Feuer über den Brechungsindex und die Dispersion. Feuer äußert sich in vielen tausend bunten Lichtpunkten, die sich beim Drehen vielfältig verändern.
Der Diamant hat typischerweise als Ausgangsmaterial besonders hohe Brech- und Dispersionswerte, die ihn – neben seiner Härte – als Schmuckstein auszeichnet. Weitere Schmucksteine mit hoher Dispersion sind unter anderem Rutil, Sphalerit, Titanit, Zirkon und der synthetisch hergestellte Zirkonia.
Feuer ist neben Brillanz ein wichtiges Qualitätsmerkmal eines reinen Steins und eines präzisen Schliffs. Die Zirkonia haben etwas weniger Brillanz, aber mehr Feuer als die Diamanten. Daneben trägt auch die Edelsteinfassung zum Feuer des Steines bei, weil sie ihm zusätzliche Farbnuancen verleiht. Daher ist ein Zusammenspiel von Fassung und Stein bei allen transparenten Steinen auch aus diesem Grund bedeutend.
Der irisierende Glanz bei Schmuckperlen und verwandten Materialien wird dagegen als Lüster oder auch Perlglanz bezeichnet.